# Стоячее (озеро, Чечерский район)
Стоя́чее (бел. Стая́чае) — озеро в Чечерском районе Гомельской области Беларуси. Относится к бассейну реки Сож.

## География
Озеро Стоячее располагается в 5 км к югу от города Чечерск. На западном берегу находится деревня Средние Малыничи. Высота водного зеркала над уровнем моря составляет 134,5 м.

## Описание
Площадь поверхности водоёма составляет 0,42 км², длина — 0,98 км, наибольшая ширина — 0,57 км. Длина береговой линии — 2,65 км. Наибольшая глубина — 12,5 м, средняя — 3,76 м. Объём воды в озере — 1,58 млн м³. Площадь водосбора — 5,25 км².
Котловина имеет овальную форму и вытянута с севера на восток. Склоны пологие, распаханные. Высота склонов сильно варьируется: на востоке достигает 16—18 м, на западе не превышает 10 м, а на севере и юге составляет всего 5 м. Береговая линия относительно ровная. Берега высотой 0,5 м. По берегам произрастает кустарник. Озеро окружает местами заболоченная узкая пойма, расширяющаяся на севере и юге. Мелководье песчаное, глубже дно сапропелистое.
Запасы озёрного сапропеля, покрывающего 70 % озёрной чаши, составляют 694 тыс. м³, из которых 453 тыс. относятся к кремнезёмистому типу, а 241 тыс. — к карбонатному. Средняя мощность отложений составляет 2,3 м, наибольшая — 6,5 м. Естественная влажность составляет 87 %, зольность — 61—79 %, водородный показатель — 6,6—7,8. Содержание в сухом остатке: азота — 1,5 %, окислов железа — 2,7 %, алюминия — 2,4—8,4 %, магния — 0,7 %, кальция — 2,3—30,3 %, калия — 0,2—0,9 %, фосфора — 0,2 %. Сапропель может использоваться для мелиорационных работ или применяться в качестве лечебной грязи.
Озёра Стоячее и Колпино соединяются сезонной протокой, примыкающей к водоёму с севера. Оба озера относятся к бассейну реки Сож, но не имеют постоянного поверхностного стока в саму реку или другие озёра её бассейна.
В озере обитают окунь, плотва, лещ, щука, линь, карась и другие виды рыб.